# Andy Ellis
Pour les articles homonymes, voir Andrew Ellis et Ellis.

a Compétitions nationales et continentales officielles uniquement.

b Matchs officiels uniquement.
Dernière mise à jour le 14 juin 2020.
Andrew Michael Ellis dit Andy Ellis, né le 21 février 1984 à Christchurch, est un joueur de rugby à XV néo-zélandais. Il évolue au poste de demi de mêlée avec les Canterbury Crusaders et en équipe nationale avec les All Blacks. Avec ceux-ci, il remporte la Coupe du monde de rugby à XV 2011. Avec la franchise des Crusaders, équipe avec laquelle il dispute le Super 15, il remporte le titre en 2006 et 2008.

## Biographie
Andy Ellis fait ses débuts pour la province de Canterbury dans le National Provincial Championship en 2005. International espoir l'néo-zélandais, il commence l'année suivante dans le Super 14 avec la franchise des Crusaders, évinçant le demi de mêlée Kevin Senio de son poste de titulaire. Néanmoins, une blessure  contractée en demi-finale contre les Bulls l'empêche de disputer la finale remportée par son équipe contre les Hurricanes. En 2008, cependant, il est bien présent sur le terrain pour la victoire de son équipe en finale du Super 14 contre les Waratahs 20 à 12.
Il est cependant retenu par les All Blacks pour disputer les tests de novembre et connaît sa première sélection contre l'Angleterre le 5 novembre 2006. Le 22 juillet 2007, il est choisi pour faire partie de l'équipe de Nouvelle-Zélande qui dispute la Coupe du monde de rugby à XV 2007. Sa sélection est une surprise puisqu'il n'a que deux capes internationales à son actif et est préféré à un joueur plus expérimenté comme Piri Weepu. Doublure de Byron Kelleher lors du tournoi, il ne dispute que deux matchs de poule contre le Portugal et la Roumanie. La Nouvelle-Zélande est éliminée en quarts de finale par la France.
En 2008, il fait partie des All Blacks qui remportent le Tri-nations. Concurrencé par des joueurs comme Piri Weepu, Jimmy Cowan ou Brendon Leonard, il est souvent remplaçant et ne doit se contenter que de bouts de matchs. En 2011, il est néanmoins retenu pour participer à sa deuxième Coupe du monde. Remplaçant de Piri Weepu, il participe néanmoins à cinq matchs du tournoi et notamment la finale contre la France remportée 8 à 7.
En 2014, il rejoint le club japonais des Kobelco Steelers, tout en restant sous contrat avec Canterbury et les Crusaders pour la saison 2015, ce qui lui laisse la possibilité de postuler à un poste dans l'effectif néo-zélandais pour la Coupe du monde 2015,

## Palmarès

### En club
- Vainqueur du super 15 en 2006 et 2008 avec les Crusaders
- Vainqueur du NPC en 2008, 2009 et 2010 avec Canterbury

### En équipe nationale
- Vainqueur du Tri nations en 2008.
- Vainqueur de la Coupe du monde de rugby à XV 2011.

## Statistiques en équipe nationale
De 2006 à 2015, Andy Ellis compte 28 sélections avec les All-Blacks, inscrivant 20 points, soit 4 essais,. Avec les Kiwis, il dispute successivement deux Coupe du monde en 2007 et en 2011. Il participe à deux éditions du Tri-nations en 2008, 2011 et à une édition du The Rugby Championship en 2015.